# Tjan
Tjan war die Gemahlin des altägyptischen Königs Sobekhotep IV. (um 1700 v. Chr.) aus der 13. Dynastie. Sie ist nur von wenigen Objekten bekannt und trug den Titel „Königsgemahlin“. Auf den Fragmenten einer Truhe wird sie als Mutter des Prinzen Amenhotep bezeichnet, dort erscheint auch der Name ihres königlichen Gemahls. Auf einer Vase erscheint ihre Tochter Nebetiunet, die als geboren von Tjan bezeichnet wird. Weiter wird sie auf einer Perle genannt. Im Louvre befindet sich ein Skarabäus mit ihrem Namen.  Von König Sobekhotep IV. sind noch weitere Kinder bekannt. Es ist ungewiss, ob Tjan deren Mutter war oder ob es eine weitere Königin gab, die bisher nicht identifiziert werden konnte.